# Michael Künzel
Michael Künzel (* 24. Mai 1973 in Plauen) ist ein ehemaliger deutscher Eisschnellläufer über die Sprintstrecken.
Michael Künzel startete ab 1990 beim Sportclub Berlin, wechselte 1995 zum EC Berlin, 1997 zum Berliner Schlittschuhclub von 1893 und 1999 zum EHC Eisbären Berlin. Letzter Trainer war Joachim Franke.
Zwischen 1996 und 2003 nahm Künzel sechsmal an Einzelstrecken-Weltmeisterschaften teil. Bestes Ergebnis war ein 2000 in Nagano über 500 Meter erreichter siebter Rang. Dieselbe Platzierung erreichte er ebenfalls 2000 in Seoul bei den Sprintweltmeisterschaften, an denen er zwischen 1996 und 2001 ebenfalls sechsmal antrat. Höhepunkte der Karriere waren die Teilnahmen an den Olympischen Winterspielen 1998 in Nagano und 2002 in Salt Lake City. 1998 wurde er über 500 Meter Elfter, 2002 19. und über 1000 Meter 24. Im Weltcup debütierte er im Januar 1998 in Innsbruck und wurde 18. über 1000 Meter. Einen Monat später lief er in Inzell als Achter über 500 Meter erstmals unter die besten Zehn. 1998 lief er in Chuncheon über 500 Meter als Drittplatzierter hinter Jeremy Wotherspoon und Michael Ireland erstmals auf das Podium. 1999 gewann er in Warschau über 1000 Meter sein einziges Weltcuprennen.
1996, 1999, 2000 und 2001 gewann Künzel die deutschen Meistertitel über 500 Meter, 2000 und 2003 über 1000 Meter sowie 1996, 1997, 1999, 2000 und 2001 im Sprint-Mehrkampf.